# KFCユルディンゲン05
KFCユルディンゲン05（カーエフツェー・ユルディンゲン・ヌルフュンフ、Krefelder Fußballclub Uerdingen 05 e.V.）は、ドイツのノルトライン＝ヴェストファーレン州クレーフェルトをホームタウンとしていたサッカークラブである。

## 概要
FCユルディンゲン05として1905年11月17日に設立され、1953年に医薬品メーカーのバイエルが運営するバイエルAGユルディンゲンと合併しFCバイエル05ユルディンゲンに改称した。
クラブは1974-75シーズンにブンデスリーガ1部初昇格を果たし、1980年代中盤に入るとクラブ史上でも最良の時間を過ごした。1983年に1部に再昇格すると1984-85シーズンのDFBポカール決勝でバイエルン・ミュンヘンを2-1で下し現在までで唯一のビッグタイトルを獲得、1985-86シーズンにはリーグ戦で3位となりUEFAカップウィナーズカップではトルコのガラタサライ、東ドイツのディナモ・ドレスデンなどを下しベスト4に進出。特に準々決勝のディナモ・ドレスデン戦はアウェイの第1戦を0-2で落とし、ホームの第2戦も前半終了時点で1-3とリードされる苦しい展開であったが、ここから6得点を奪い7-3と逆転劇を演じた。準決勝ではスペインのアトレティコ・マドリードに敗退した。
1990年代に入って成績が低迷すると、1995年にはバイエルが財政状況の悪化からサッカー部門から撤退し、KFCユルディンゲン05となった1995-96シーズンを最後に1部から姿を消した（他のスポーツ部門はSCバイエル05ユルディンゲンとして支援を続けたが、2024年末に撤退し、SCクレーフェルト05となった）。以降は下部への降格が続き、2008年に持続的な財政問題からドイツサッカー協会（DFB）の制裁措置によりフェアバンツリーガ・ニーダーライン（6部）に降格させられた。その後も財政難は改善せず、2021年1月には債務超過で破産、同年6月に全選手との契約を解除、一度は存続したものの2025年1月に再び破産、同年4月22日にクラブとしての全ての活動を停止した。

## タイトル

### 国内タイトル
- DFBポカール：1回
  - 1984-85

### 国際タイトル
- なし

## 歴代監督
- ホルスト・ケッペル 1987
- フリートヘルム・フンケル 1991-1996
- ヘンク・テン・カテ 1998-1999
- レバン・ケニア 2024

## 歴代所属選手
- マンフレート・ブルクスミュラー 1971-1974, 1976
- フリートヘルム・フンケル 1973-1980, 1983-1990
- ジークフリート・ヘルト 1979-1981
- ハイメ・ロドリゲス 1980-1982
- オリバー・ビアホフ 1986-1988
- シュテファン・クンツ 1986-1989
- マルセル・ヴィテチェク 1986-1991
- ブライアン・ラウドルップ 1989-1990
- ステファヌ・シャピュイサ 1991
- セルゲイ・ゴルルコヴィチ 1992-1995
- ヤン・ハインツェ 1994-1996
- アンドレイ・パナディッチ 1996-1997
- ディルク・ファンデルフェン 1998-1999
- ルディ・イステニッチ 1999-2001
- エメルソン 2001-2002
- アレクサンダー・ヌーリ 2001-2004
- アイウトン 2010
- 上船利徳 2015
- 中村侑人 2015
- 久保武大 2015-2016
- マクシミリアン・バイスター 2018-2019
- ケヴィン・グロスクロイツ 2018-2020
- マヌエル・コンラート 2018-2020
- 寺田俊 2021-2023
- レバン・ケニア 2021-2024
- 岩田凌 2022-2023
- 権田陽大 2023-2024
- 柳沢拓弥 2024